# Bellezas (serie de televisión argentina)
Bellezas fue una serie de televisión argentina de ficción emitida en 1985 por Argentina Televisora Color (ATC) dirigida por Alejandro Doria y protagonizada por Federico Luppi y la modelo y artista Graciela Alfano. Comenzó en septiembre de 1985 y finalizó en agosto de 1986.
La serie de ficción trataba sobre un agente de modelos que contrataba a una modelo y artista para realizar campañas publicitarias y desfile de modas.